# Mobile Ops: The One Year War
Ne doit pas être confondu avec Mobile Suit Gundam: Perfect One Year War ou Mobile Suit Gundam: The One Year War.
Mobile Ops: The One Year War, intitulé au Japon ガンダムオペレーショントロイ (Gandamu Operation: Troy, Mobile Suit Gundam: Operation: Troy) est un jeu vidéo de tir à la première personne développé par Dimps et Dream Execution Technology, et édité par Namco Bandai Games en juin 2008 sur Xbox 360. C'est une adaptation en jeu vidéo de la série basée sur l'anime Mobile Suit Gundam, notamment durant la guerre d'indépendance de Zeon,,.